# 黄素嘉
黄素嘉（1936年7月15日—），女，汉族，四川崇庆人，中国舞蹈编导，曾任中国舞蹈家协会常务理事，江苏省舞蹈家协会名誉主席，第九届全国人大代表。